# República Soviètica de Stàvropol
La república Soviètica de Stàvropol fou un efímer estat bolxevic proclamat a Stàvropol el 1918.
El bolxevics es van revoltar a Stàvropol i van prendre el poder l'1 de gener de 1918 proclamant la república sota el cap executiu Grigori Ivanovitx Msxeriakov. El març naixia la República Soviètica de la Mar Negra a Tuapsé i Novorossisk i l'abril la república Soviètica del Kuban a Ekaterinodar. El 14 de maig amb els blancs a les portes de la capital, I. K. Dejneko va agafar la direcció executiva. El 21 de maig de 1918 la ciutat de Stàvropol era ocupada pels blancs i el govern bolxevic es va traslladar a Nevinnomissk. Els blancs van completar el control de tota l'antiga república el desembre.
El 30 de maig l'avanç de les tropes alemanyes va forçar la unió dels soviets de Kuban i la Mar Negra. La fusió de les dues repúbliques soviètiques fou ratificada el 6 de juliol i ja el dia 7 la república fusionada (República Soviètica del Kuban - Mar Negra) acordava la unió amb la república Soviètica de Stàvropol (o el que en quedava) per formar la República Soviètica del Nord del Caucas (21 de juny de 1918). Stravropol fou reconquerida pels bolxevics el 29 de febrer de 1920.